# Корок

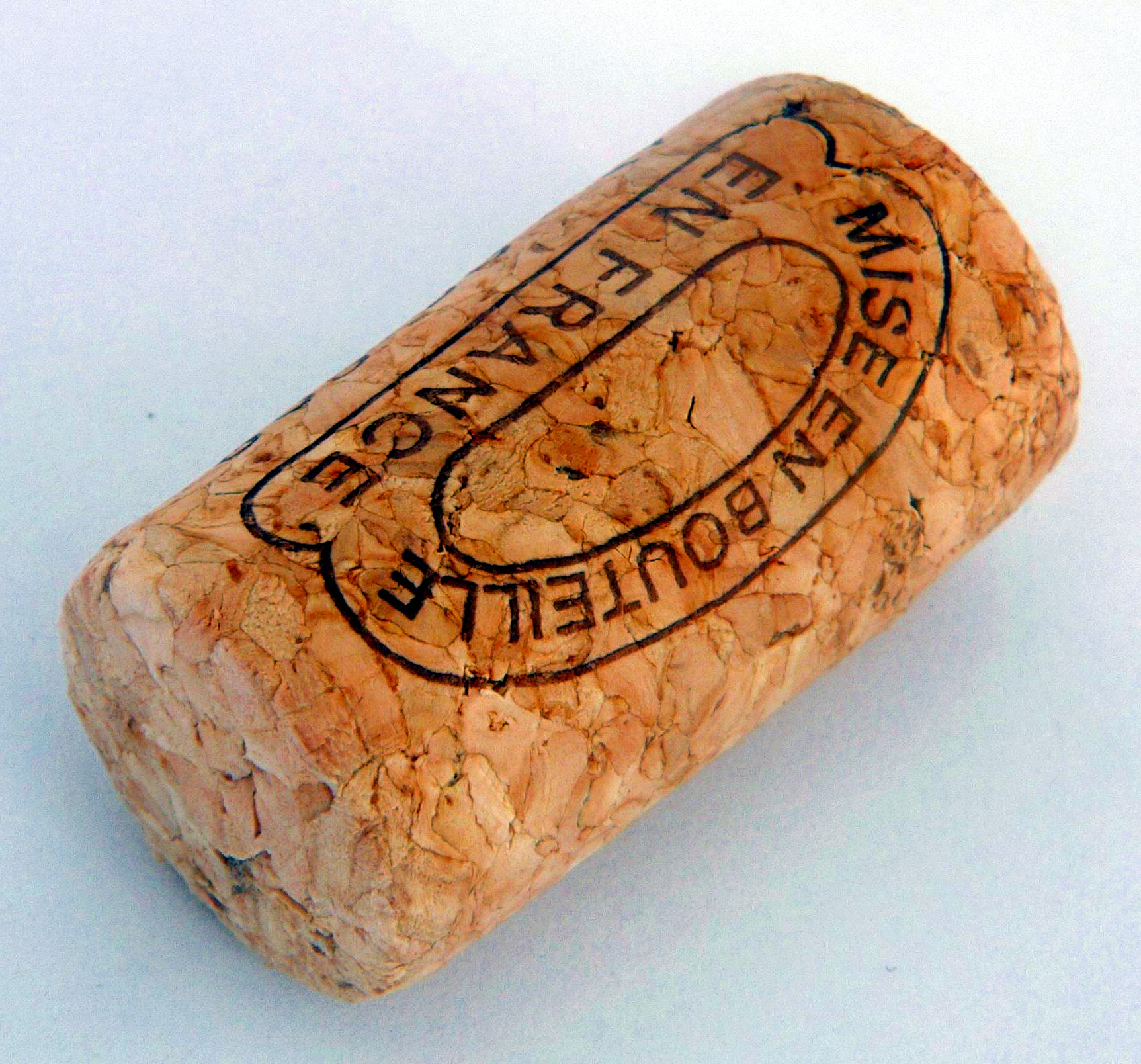
Звичайний корок від пляшки вина

Ко́рок, про́бка, феле́ма (лат. phellema) — це біологічна тканина деяких дерев (зокрема коркового дуба), що складається із щільно розташованих одна до одної омертвілих клітин.

## Застосування
Переважно корок використовують для закупорювання пляшок. Із пляшок корки виймають, застосовуючи штопор. Іноді використовується як ізоляційний матеріал, як декоративний чи оздоблювальний матеріал, для виготовлення складових частин взуття тощо.
Корок одержують практично одним способом — із зовнішнього шару кори коркового дуба (Quercus suber), який росте в Південній Європі та Північній Африці. Перша смуга знятої кори, відома як «незайманий» корок, тверда, ламка, позбавлена пружності, має низьку якість і мало цінується. Її зовнішня поверхня ніздрювата і покрита тріщинами, внутрішня поверхня жовтуватого кольору з червоними плямами.
Набагато важливіші в комерційному плані наступні шари кори. Вони щільні та однорідні, а їх зовнішня поверхня, хоча на ній є деяка кількість тріщин, набагато менше шорсткувата, ніж у незайманого корку.

## Властивості
Корок відрізняється легкістю, пружністю, стисливістю, гнучкістю, водонепроникністю, стійкістю до гниття і погано проводить тепло та звук.